# Il giorno dei morti
Il giorno dei morti è un componimento poetico di Giovanni Pascoli, scritto nel 1891, tratto dalla raccolta poetica Myricae.

## Contenuto
Le prime due strofe: 
vedo nel cuore, vedo un camposanto

con un fosco cipresso alto sul muro.

E quel cipresso fumido si scaglia

allo scirocco: a ora a ora in pianto

sciogliesi l'infinita nuvolaglia.»

## Analisi e descrizione
Giovanni Pascoli descrive il giorno dei morti con un componimento particolarmente lungo, di notevole interesse e formato da ben 212 versi. Il poeta nutre per il tema un suo personalissimo approccio e ricorda i morti della sua famiglia, primo tra tutti il padre ucciso in un agguato del quale già parla nella sua X agosto, e poi tutti gli altri della famiglia.
Nella raccolta poetica Myricae Il giorno dei morti è la prima di alcune liriche isolate a fungere da unione tra una sezione e l'altra. Il componimento è un omaggio verso i propri morti e quando fu pubblicata la terza edizione di Myricae, nel 1894, la raccolta iniziava per la prima volta con Il giorno dei morti.